# 御匣殿 (西園寺公顕女)
御匣殿（みくしげどの）は、鎌倉時代後期の高級官僚。右大臣西園寺公顕の娘。叔母で後醍醐天皇中宮である西園寺禧子の腹心の一人で、女房三役の一つ中宮御匣殿（中宮らの装束の裁縫などを司る長官）を務めた。禧子崩御後の女院号が後京極院であるため、御匣殿も後世には後京極院御匣（ごきょうごくいん の みくしげ）とも呼ばれる。また、後醍醐天皇第一皇子の尊良親王の妃で、男子（一説に守永親王）をもうけた。元弘の乱（1331年 - 1333年）以前に死去。
歴史的な生涯は不明な点が多いが、軍記物語『太平記』（1370年ごろ完成）では、尊良親王との恋愛物語が描かれた。この伝説によれば、尊良は学問にも和歌にも秀でた高貴な美青年であったが、次期皇太子位を巡る政争に敗れて気鬱になり、詩歌や管弦で心を慰めて、引きこもりがちになった。そして、現実の女性への興味を失って、洞院左大将（一説に洞院公賢）から貰った『源氏物語』の絵の中に描かれた美女に、恋い焦がれるようになってしまった（二次元コンプレックス）。
ところが、尊良はあるとき絵の美人にそっくりな現実の美女を発見し、叔父で歌人の二条為冬の手引もあって、それが御匣殿であることを知った。言い寄る尊良に、はじめ御匣殿は乗り気ではなく、徳大寺左大将（一説に徳大寺公清）という婚約者が既にいたこともあって、尊良につれない態度を取った。しかし、尊良は千通もの恋文を御匣殿に送ったので、御匣殿の側でも次第に心を開くようになった。だが、ある日、政治学の講義を受けた尊良は、中国の名君の唐太宗は、既に婚約者がいる女性を無理強いして後宮に入れることは決してなかった、という逸話を聞き、自分の行為に恥じ入った。そして心が折れて、恋文を出すのを止めてしまい、1人悩み苦しむようになった。徳大寺左大将は、尊良の惨状を見るに見かねて、御匣殿との婚約を破棄し、恋路を尊良に譲った。晴れて公認の仲になった御匣殿と尊良は、たちまち仲睦まじい夫婦になった、と描かれる。
また、後半では、鎌倉幕府との戦い（元弘の乱）の中で、土佐国（高知県）に流された尊良を追って、御匣殿が波瀾万丈の旅をする冒険が描かれる。建武の新政で夫婦再会できた幸せも束の間、数年後に夫が金ヶ崎の戦いで敗死すると、御匣殿は嘆きのあまり数十日のうちに衰弱死したという。しかし、実際には御匣殿は元弘の乱前に死去しているので、この後半部分は完全な虚構である。ただ、おそらく史実でも御匣殿と尊良は円満な夫婦で、それが物語という誇張的表現で反映されたのではないか、という推測もある。尊良親王らを主祭神とする金崎宮（福井県敦賀市）は、別名を「恋の宮」と言い、『太平記』の御匣殿との恋愛物語によって、尊良は「睦び和合の神様」として祀られている。
さらに、『太平記』の恋愛譚は、室町時代から江戸時代初頭にかけて流行した幸若舞の題材の一つになり、『新曲』という作品が作られた。江戸時代前期には、『新曲』の場面を描いた絵本や扇なども存在した。

## 生涯

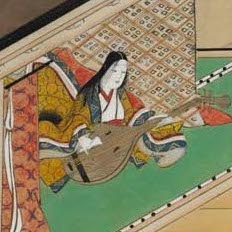
絵本『新曲』（江戸時代前期）より御匣殿。明星大学所蔵。

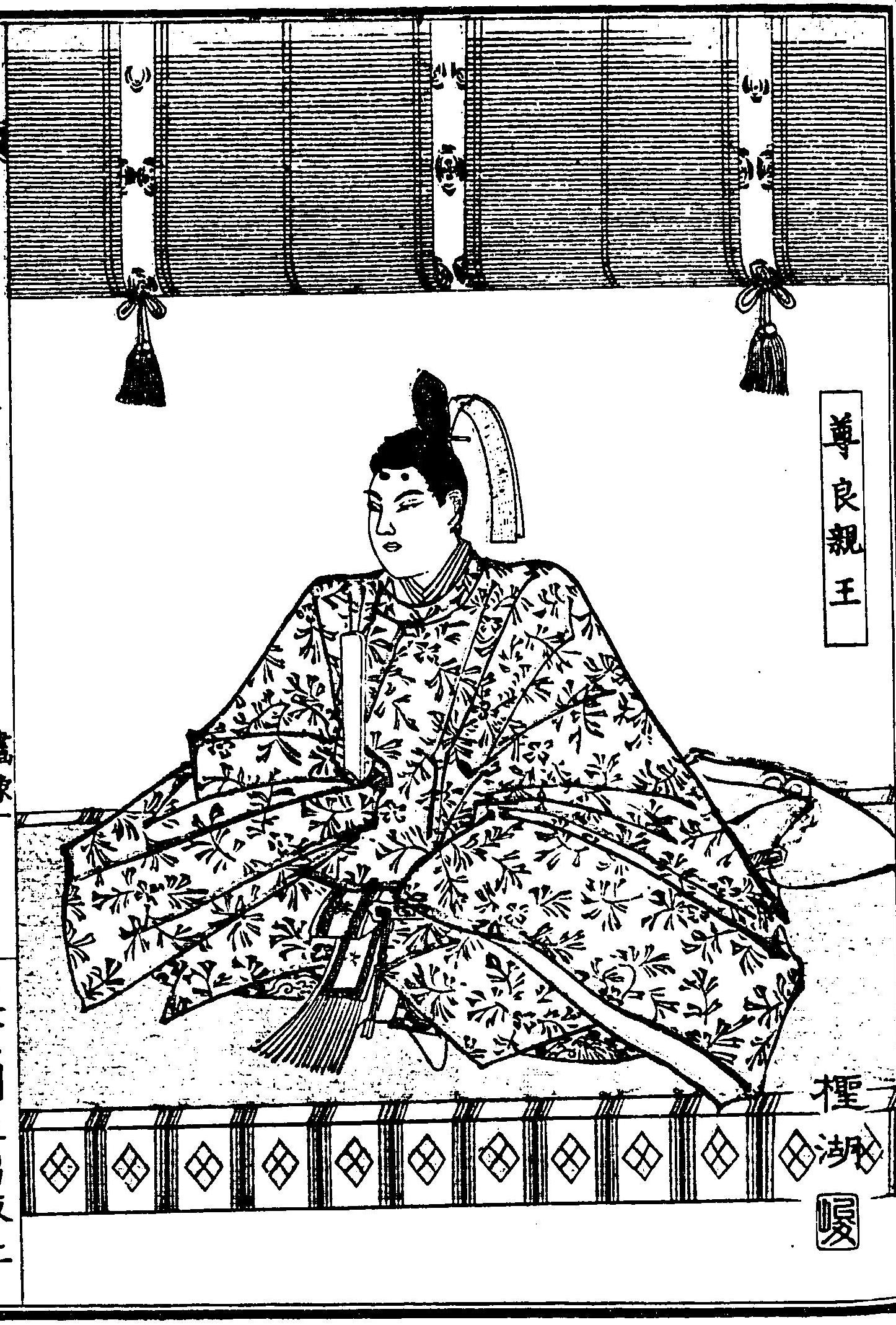
『絵本太平記』剣巻（明治16年（1883年））より尊良親王。小林檉湖画。

鎌倉時代末期、右大臣西園寺公顕の第五女として誕生（『尊卑分脈』）。のちの主君となる西園寺禧子は、叔母に当たる。
元応元年8月7日（1319年9月21日）、後醍醐天皇の正妃である禧子が中宮に冊立された。これに伴い、正確な時期は不明だが、中宮御匣殿に補任される（『尊卑分脈』・『増鏡』「むら時雨」）。御匣殿とは、裁縫などを司る部署およびその別当（長官）のことである。
中宮に仕える女房（上級女官）である「宮の女房」の中でも、中宮宣旨・中宮御匣殿・中宮内侍の三役は特に最高幹部とされる高級官僚である。宣旨が「宮の女房」の顔であるのに対し、御匣殿は実務上で采配を振ることが多い。三役の筆頭は宣旨で御匣殿はそれに次ぐが、11世紀後半には中宮御匣殿の方が地位が上になったという説もあり、いずれにせよ御匣殿は禧子の部下の中でも一、二を争う重臣だった。なお、同僚の最高幹部のうち、中宮宣旨は二条派の有力歌人の二条藤子（懐良親王母）、中宮内侍は同じく歌人の阿野廉子（後村上天皇らの母）である。
やがて、後醍醐天皇の第一皇子である尊良親王と結ばれた。尊良は宮廷中の女官が色めき立つ絶世の美男子と言われ（『増鏡』「春の別れ」「久米のさら山」）、両親の二条為子・後醍醐ともに二条派を代表する大歌人だけあって、和歌の才にも恵まれていた。馴れ初めや交際が始まった時期は不明だが、軍記物語『太平記』の伝説（#『太平記』）によれば、次期皇太子の座を巡る政争に敗れて傷心の尊良に見初められたという。仮にもしこの伝説を鵜呑みにするなら、尊良が量仁親王（のちの光厳天皇）に敗れた嘉暦元年（1326年）かそれ以降のことである（「書状切」鶴見大学図書館所蔵）。
御匣殿の方が若干年上の夫婦だったとも考えられる。尊良は徳治年間（1306年 - 1308年）の生まれと推測され、御匣殿は年齢不明だが、同僚の二条藤子が1300年かそれ以前の生まれで、阿野廉子が正安3年（1301年）の生まれだから、仮に御匣殿を廉子と同年齢とすれば、尊良より5歳以上年長となる。もっとも、有力公家である西園寺家の出身として、廉子よりも若くして中宮女房の幹部に抜擢された可能性もあり、その場合は尊良とほぼ同年齢の可能性もある。
御匣殿が尊良の正妃なのか側室なのかは、確実には不明である。『尊卑分脈』では「妾」（側室）とする写本と、単に「妻」とする写本の系統（内閣文庫本）がある。『増鏡』「むら時雨」では、尊良には2人の妻がいたとされるが（もう1人の妻は二条為世の末娘で尊良の実の叔母）、どちらが正室なのかどうかは言及されていない。
その後、尊良親王との間に男子をもうけたが、後醍醐と鎌倉幕府の戦いである元弘の乱（1331年 - 1333年）で尊良が六波羅探題に拘禁される以前に死去した（『増鏡』「むら時雨」）。『太平記』の伝説の後半部とは矛盾するが、こちらの『増鏡』説の方が史実として支持されている。
元弘の乱が始まり、笠置山の戦いで後醍醐天皇と尊良親王が敗北して捕らえられると、後醍醐の10歳以上の皇子は京から追放され、皇女と10歳以下の皇子は京に留まることを許されたが、しかるべき人々のもとに預けられることになった（『花園天皇宸記』元弘2年4月10条）。このとき尊良親王の息子も連座して、適当な人々のもとに預けられた（同書同条）。
その後、御匣殿と尊良親王の間に生まれた男子がどうなったか、確実には明らかではない。歴史書としてはそれほど信頼性は高くなく、半ば伝説ではあるものの、江戸時代に成立した『南方紀伝』・『南朝編年記略』・『皇親系』等によれば、父の尊良が金ヶ崎の戦いで敗死した延元2年/建武4年（1337年）、実の祖父である後醍醐帝の猶子に迎えられ、親王宣下されて南朝皇族の「守永親王」となり、弘和3年/永徳3年（1383年）に落飾（出家）したと伝えられている。
御匣殿の埋葬地も明らかではないが、『太平記』の伝説では同じ墓に葬られるように尊良と誓った仲だったと伝えられており、これが正しければ京都市左京区の禅林寺（永観堂）の側の尊良親王墓である。

## 『太平記』

### 凡例
御匣殿と尊良親王は、軍記物語『太平記』流布本巻18「春宮還御の事附一宮御息所の事」の恋愛譚の主人公として描かれる。なお、流布本系統では「春宮還御の事」と「一宮御息所の事」でひとまとめにされて巻18の中盤に位置するが、それ以前の写本では「一宮御息所の事」の恋愛譚が独立していることが多く、野尻本・楚舜本・慶長七年本では巻18下の巻頭を、日置本・豪精本・京大本では巻19の巻頭を飾る物語だった。以下は天正本の粗筋（長谷川端校注・訳）。

### 尊良、絵の美女の虜になる

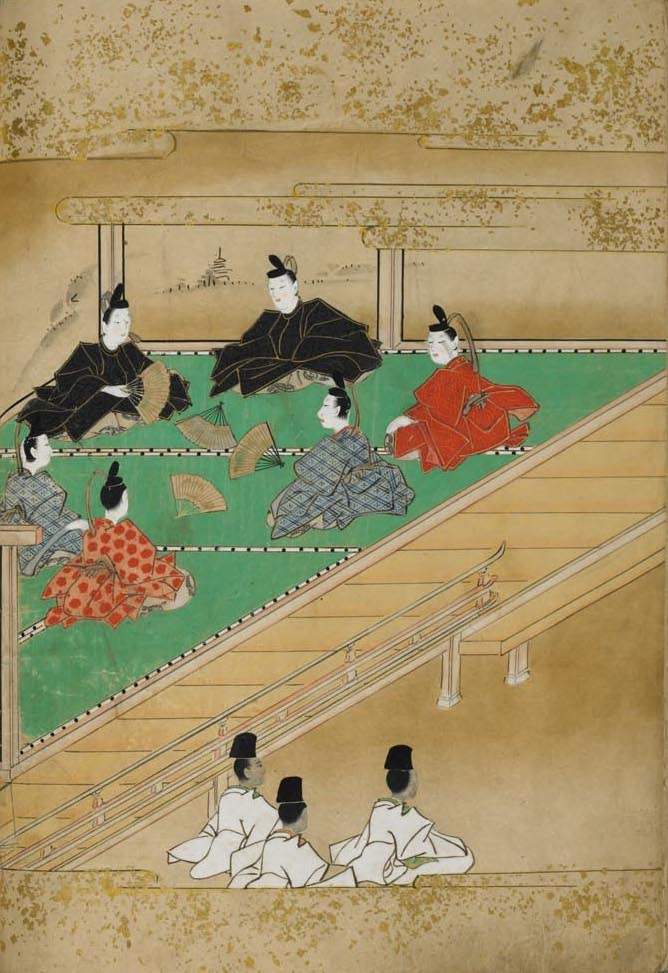
絵合わせで、『源氏物語』の絵の中の美女に一目惚れする尊良親王。絵本『新曲』（江戸時代前期）より。明星大学所蔵。

後醍醐天皇一宮（第一皇子）の尊良親王は、学問も容姿も優れており、いずれ皇太子になるだろうと期待されていた。しかし、北条得宗家の北条高時の横槍によって、次の皇太子は、後二条天皇第一皇子で、尊良の従兄弟の邦良親王に決まってしまった。
政争に敗れてがっくりときた尊良は、何もかもが枯れていく気分になり、詩歌や管弦に遊んで暮らしていた。尊良ならば、皇女の娘だろうが、摂関家の娘だろうが、どのような女性でも望むまま手に入るはずなのに、これと気に入った女性がいないのか、独身のまま過ごしていた。
あるとき、尊良は関白左大臣家（左大臣鷹司冬教・関白鷹司冬平）の絵合わせ（絵を持ち寄って優劣を競う会）に参加した。洞院左大将（洞院公賢か）は、『源氏物語』「橋姫」の段の絵を持ってきた。それは、夜に柱の陰で琵琶を弾く大君と中君が、雲に隠れていた月が急に明るく差し込んだので、演奏を止めて柱の陰から顔をのぞかせる場面だった。その姫君の顔が、言いようもないほど可愛らしく華やかに描いてあったので、尊良はたちまち虜になってしまった。
尊良は洞院左大将から絵を貰って、毎日毎日眺めていたが、絵の中の美人はこちらに何も言わないし、笑いかけるでもないので、気分は一向に晴れなかった。かといって、絵の美女を諦めようと思っても諦めきれず、以前よりもますます現実の女性に興味がなくなってしまった。

### 御匣殿と尊良の出会い

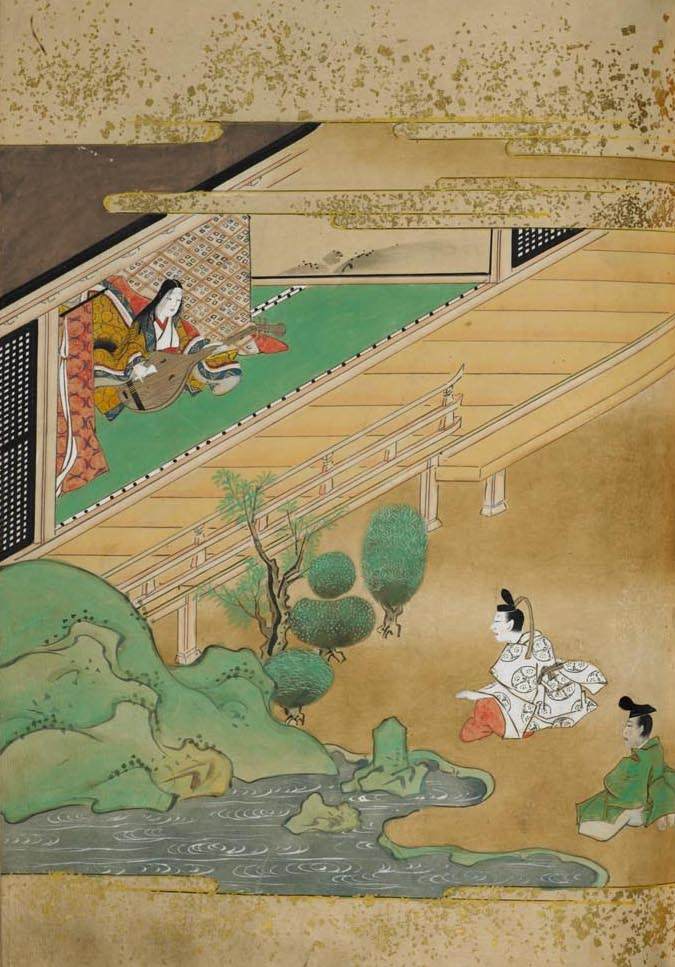
絵の中の美女と瓜二つの御匣殿に見惚れる尊良親王。絵本『新曲』（江戸時代前期）より。明星大学所蔵。

気がめいった尊良親王は、気晴らしに賀茂御祖神社（下鴨神社）の糺の森へ参詣に行ったが、それでもなお絵の中の美女への想いは断ち切りがたく、涙で袖が濡れるほどだった。帰り道、一条大路を西へ過ぎた時、物寂しい館から、琵琶の「青海波」の気品ある演奏が聞こえてきた。
尊良が車を止めて覗き見をすると、数え17から18歳ほどの優雅な物腰の美女が、秋の去るのを惜しみ、物憂げに琵琶を弾いているのだった。絵の中の美女とそっくり、いや、それよりもなお一層気品のある美しさに尊良は頭がぼうっとなり、思わず車から降りて館に近寄った。すると、誰かに覗き見されているのに気付いた女性は、館の中に退出してしまった。
尊良は恋心を誰にも言わず悶々としていた。そこに、尊良の糺の森参詣に同行していた叔父で歌人の二条為冬は、尊良の気持ちをそれとなく察し、気を利かせて美人の素性を調べてきた。例の美女は、西園寺公顕の娘であり、中宮西園寺禧子の御匣殿を務めていて、しかし徳大寺左大将（徳大寺公清か）と既に婚約済みであるという。為冬は甥の尊良の恋の成就のために一計を案じ、御匣殿の父の公顕に頼んで、公顕の邸宅で歌会を開催してもらった。一同の酔いが回ったころ、尊良は為冬の手引きで御匣殿の部屋に忍び込んだ。尊良は恋の悩みを告白したが、御匣殿は優美に押し黙ったまま尊良を拒み、そのまま何事もなく夜が過ぎていった。
宮中に帰った尊良はたびたび御匣殿に手紙を出し、その数は千通にもなったので、御匣殿の側でも徐々に心を開くようになってきた。しかし、そのころちょうど、儒学者の藤原英房による、唐の政治学書『貞観政要』の講義があった。いわく、中国の名君である唐太宗がある女性を后に迎え入れようとした時、賢臣の魏徴がその女性には既に婚約者がいることを指摘して立后を諌めたので、太宗は魏徴の諫言に従った、という。これを聞いた尊良は、己の不徳を深く恥じた。そして、御匣殿に恋文を出すのをやめてしまい、1人で一層苦悶するようになった。すると、今度は徳大寺左大将の方が、「主上の一宮がそれほどまでに思い詰めていらっしゃるなら、どうして恋路を邪魔できようか」と言って、御匣殿との婚約を破棄して、別の女性のもとに通うようになった。
晴れて公認の関係になった御匣殿と尊良の2人は、付き合い始めると、たちまち心が打ち解けて睦まじい夫婦となり、いずれ死後は同じ墓に葬られるようにとお互い誓い合う仲になったという。

### その後

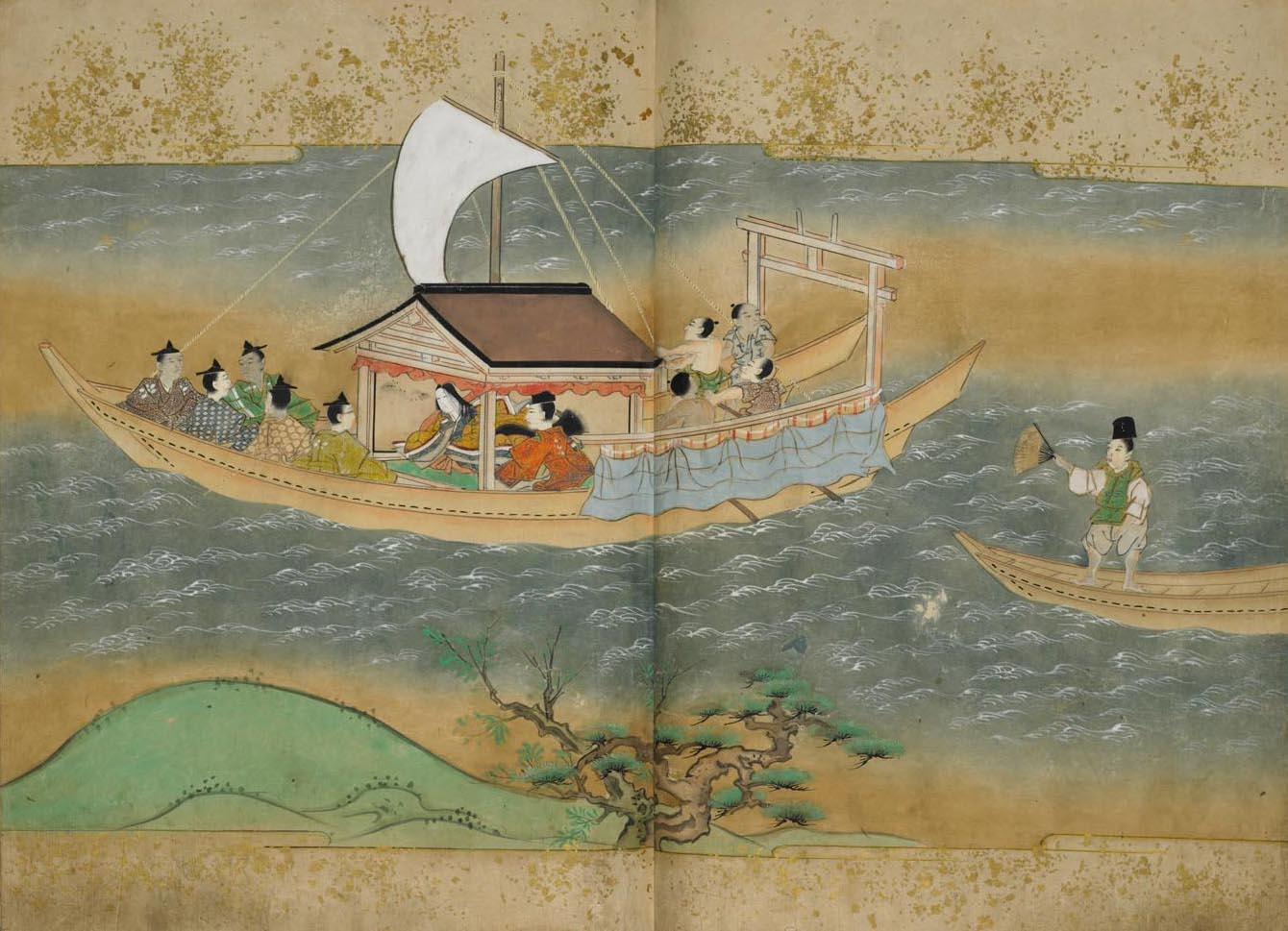
土佐配流になった尊良親王を追って大冒険に乗り出し、海賊と渡り合う御匣殿。行動力の高さは、史実で有能な実務官僚だったことの反映か。絵本『新曲』（江戸時代前期）より。明星大学所蔵。

史実としては、鎌倉幕府との戦い元弘の乱（1331年 - 1333年）以前に御匣殿は死去しているが、『太平記』では、2人の恋愛を巡ってさらに長い物語が続く。元弘の乱で土佐国（高知県）に配流された尊良親王に逢いに行くために決死の長旅を決意する御匣殿の冒険譚や、御匣殿を海賊から守ろうとして死ぬ家臣の秦武文の忠義、建武の新政が始まって再会できた夫妻の喜びなどが描かれる。また、足利尊氏との戦い建武の乱において、尊良は金ヶ崎の戦いで敗れ、その首級が京都に送られてきた。嘆きのあまり御匣殿は急激に衰弱して、尊良の四十九日法要の前に亡くなってしまった、と描かれる。
日本史研究者の森茂暁は、『太平記』の恋愛伝説は史料では確認できないとしつつも、おそらく御匣殿と尊良は史実においても相思相愛の睦まじい夫婦であり、その記憶が『太平記』に投影されたのではないか、と推測している。
また、尊良親王とその異母弟の恒良親王を主祭神とする金崎宮（福井県敦賀市）は、異称を「恋の宮」といい、御匣殿と尊良の恋愛伝説は『金ヶ崎恋物語』として敦賀市観光協会から出版されている。また、「金崎宮案内記」の主張によれば、御匣殿と仲睦まじかった尊良は、「睦び和合の神様」、つまり夫婦円満・家内安全・縁結び・事業繁栄などを司る神として尊ばれているという。

## 『新曲』

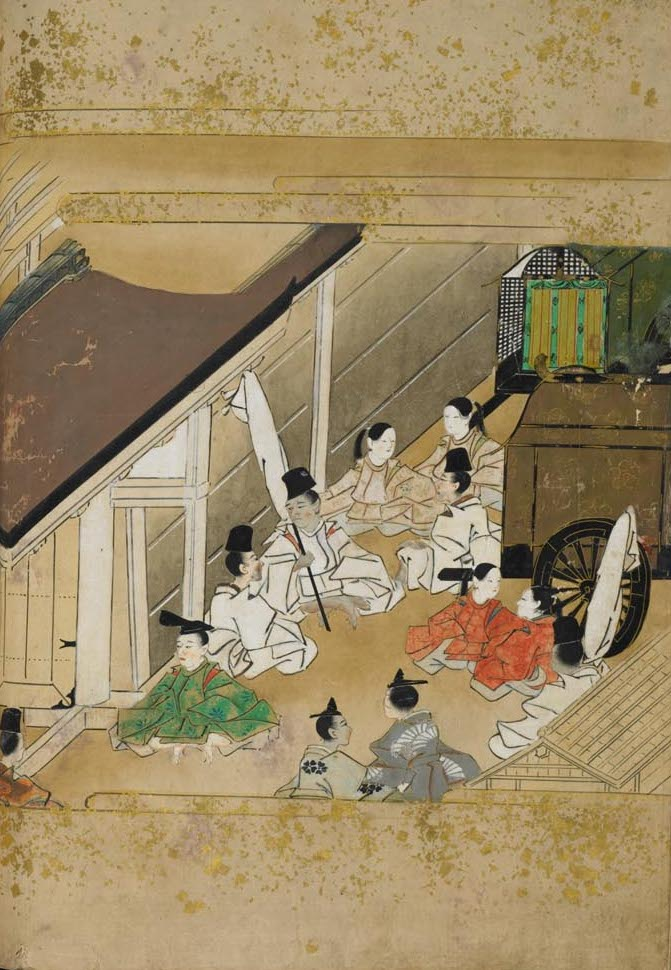
史実では御匣殿の早逝に尊良の討死と悲劇的な運命を辿った夫妻だが、『新曲』では牛車越しの再会というハッピーエンドで終わる。絵本『新曲』（江戸時代前期）より。明星大学所蔵。

軍記物語『太平記』で著名になった御匣殿と尊良親王の恋愛譚は、室町時代から江戸時代初期にかけて流行した幸若舞の題材にも採られ、『新曲』という作品が制作された。『新曲』という名は、最も遅く追加された作品であることと、幸若舞の中では最も最後の時代を描いた作品であることに由来する。史実や『太平記』では、尊良は武将としても名を為した人物であるが、『新曲』では尊良の戦闘描写は省かれ、純粋に王朝物語的な恋愛伝説として描かれた。ただ、この改変が逆に災いして、武家文化である幸若舞の中では、あまり人気はなかった。
江戸時代前期には、『新曲』の押絵入りの絵本も制作され、2017年時点で、明星大学所蔵の奈良絵本『新曲』など5点が現存している。
また、江戸時代前期、狩野派と見られる絵師が『新曲』を題材にした扇を制作している。